# Hirschfeld (Szászország)
Hirschfeld település Németországban, azon belül Szászország tartományban. Lakosainak száma 1068 fő (2023. december 31.). Hirschfeld Kirchberg és Wilkau-Haßlau községekkel határos.

## Népesség
A település népességének változása:
| Lakosok száma | 1196 | 1186 | 1100 | 1087 | 1068 |
|               | 2017 | 2019 | 2021 | 2022 | 2023 |